# Czełutaj (Buriacja)
Czełutaj (ros. Челутай) – osiedle przy stacji w Rosji, w Buriacji, w rejonie zaigrajewskim. W 2021 liczyło 429 mieszkańców.